# Radio City Music Hall
Il Radio City Music Hall è un teatro polivalente situato nel complesso immobiliare Rockefeller Center a New York negli Stati Uniti.

## Storia
Conosciuto anche come The Showplace of the Nation, fu progettato da Donald Deskey e inaugurato il 27 dicembre 1932 con la versione cinematografica della commedia di Philip Barry The Animal Kingdom. Il teatro è anche la sede del Radio City Christmas Spectacular, il tradizionale spettacolo natalizio newyorkese in scena dal 1933.
L'edificio è inoltre usato come sala cinematografica e per concerti ed eventi di vario genere. Fra gli artisti che vi si sono esibiti si ricordano il crooner Frank Sinatra, il bassista Roger Waters, Adele, Ella Fitzgerald, John Denver, Ray Charles, B.B. King, Sting, Liza Minnelli, Tony Bennett, Céline Dion, Britney Spears, José Carreras, Eurythmics, Linda Ronstadt, Jennie, l'orchestra di Count Basie, Sammy Davis Jr., Whitney Houston, e molti altri.

## Architettura
Gli interni di Deskey sono considerati uno dei massimi esempi di art déco nel mondo: la sala principale è particolarmente celebre per i suoi colori accesi che ricordano quelli di un infuocato tramonto concentrico al palcoscenico.